# محمدرضا آتشزاد
محمدرضا آتشزاد، از نقاشان آب رنگ ایرانی است.

## زندگی‌نامه
وی متولد ۱۹۵۸ میلادی در اصفهان است. او هنرستان خود را در مدرسه هنرهای زیبای اصفهان گذراند و در دانشگاه تهران رشته معماری تحصیل کرد. کار نقاشی او در زمینه آبرنگ است و با سفرها و تحقیقاتش راجع به هنر در زمینه آبرنگ پیشرفت به سزای داشت.
او از ۳۰ سال پیش تا کنون گالری نقاشی در تهران دارد. بیش از ۲۰۰ پوستر از خود به جا گذاشته، کارهای او در ۵ دسته تقسیم می‌شوند: گلها، رزها، بهار، کارت پستالها و اصفهان.
آتشزاد بیش از ۸۰ تا نمایشگاه شخصی و دسته جمعی در ایران و جاهای دیگر داشته. در نقاشی‌های او حاله‌های نوری وجود دارد که بیننده را بخود جذب می‌کند. او نقاشی‌هایش را با تصورات حقیقی و خیالی خود می‌کشد.
تا کنون برگزیدهٔ آثار نقاشی محمدرضا آتشزاد تحت کتابی بدان نام به چاپ رسیده‌است.